# Nguyễn Đức Thanh
Nguyễn Đức Thanh (sinh năm 1962) là một chính khách người Việt Nam. Ông hiện là Ủy viên Ban Chấp hành Trung ương Đảng Cộng sản Việt Nam khóa XIII, Phó Bí thư Tỉnh ủy Khánh Hòa.
Ông nguyên là Ủy viên Ban Chấp hành Trung ương Đảng Cộng sản Việt Nam khóa XIII, Bí thư Tỉnh ủy Ninh Thuận.

## Xuất thân
Nguyễn Đức Thanh sinh ngày 3 tháng 7 năm 1962, quê quán tại xã Trung Tiết, huyện Thạch Hà, nay là Thành phố Hà Tĩnh, tỉnh Hà Tĩnh.

## Sự nghiệp
Tháng 8 năm 1984, ông được điều làm giảng viên Đại học, dần thăng làm Trưởng Bộ môn Toán - Khoa học cơ bản, Đại học Tại chức Kinh tế - Kỹ thuật Liên tỉnh Cửu Long - Đồng Tháp nay là Trường Cao đẳng Cộng đồng Vĩnh Long. Tháng 2 năm 1987, ông được điều chuyển làm Chuyên viên; Phó phòng Kế hoạch; đồng Trưởng phòng Kinh tế thị xã Phan Rang - Tháp Chàm, tỉnh Ninh Thuận. Ông được kết nạp vào Đảng Cộng sản Việt Nam ngày 25 tháng 2 năm 1989, chính thức vào ngày 25 tháng 2 năm 1990.
Tháng 9 năm 1992, ông được cử đi học khóa Lý luận chính trị cao cấp tập trung ở Phân viện Thành phố Hồ Chí Minh thuộc Học viện Hành chính quốc gia, Thành phố Hồ Chí Minh. Sau khi hoàn tất khóa học, tháng 7 năm 1994, ông được cử làm Phó Chánh Văn phòng Tỉnh ủy Ninh Thuận. Đến tháng 12 năm 1996, ông được bầu làm Tỉnh ủy viên, và được cử làm Chánh Văn phòng Tỉnh ủy Ninh Thuận.
Tháng 7 năm 2004, ông được bổ nhiệm làm Phó Chủ tịch Ủy ban nhân dân tỉnh Ninh Thuận. Tháng 12 năm 2005, bầu làm Ủy viên Thường vụ Tỉnh ủy, sau đó được phân công làm Phó Chủ tịch thường trực UBND tỉnh Ninh Thuận.
Tháng 5 năm 2008, ông được điều động làm Bí thư Huyện ủy Ninh Hải, tỉnh Ninh Thuận, vẫn giữ cương vị Ủy viên Thường vụ Tỉnh ủy. Đến tháng 9 năm 2010, ông được bầu làm Phó Bí thư Tỉnh ủy Ninh Thuận.
Tháng 6 năm 2011 đến tháng 6 năm 2014, ông là Chủ tịch Ủy ban nhân dân tỉnh Ninh Thuận thay cho người tiền nhiệm Nguyễn Chí Dũng được bầu làm Chủ tịch Hội đồng nhân dân tỉnh Ninh Thuận.
Sáng ngày 24/9/2015, tại Đại hội Đảng bộ tỉnh Ninh Thuận lần thứ XIII, nhiệm kỳ 2015-2020, Nguyễn Đức Thanh được bầu tái đắc cử chức vụ Bí thư Tỉnh ủy Ninh Thuận nhiệm kỳ 2015-2020.
Tháng 1 năm 2016, tại Đại hội Đảng toàn quốc lần thứ XII của Đảng, Nguyễn Đức Thanh được bầu làm Ủy viên Ban Chấp hành Trung ương Đảng Cộng sản Việt Nam khóa XII.
Chiều ngày 28/10/2020, tại Đại hội Đảng bộ tỉnh Ninh Thuận lần thứ XIV, nhiệm kỳ 2020-2025, Nguyễn Đức Thanh được bầu tái đắc cử chức vụ Bí thư Tỉnh ủy Ninh Thuận nhiệm kỳ 2020-2025.
Tháng 1 năm 2021, tại Đại hội Đảng toàn quốc lần thứ XIII của Đảng, Nguyễn Đức Thanh tiếp tục được bầu làm Ủy viên Ban Chấp hành Trung ương Đảng Cộng sản Việt Nam khóa XIII.